# Valdemoro-Sierra
Valdemoro-Sierra – gmina w Hiszpanii, w prowincji Cuenca, w Kastylii-La Mancha, o powierzchni 107,79 km². W 2011 roku gmina liczyła 142 mieszkańców.